# Supercopa de la CAF 1996
La Supercopa de la CAF 1996  fue la 4.ª edición de la Supercopa de la CAF, que enfrentó al Orlando Pirates de Sudáfrica, campeón de la Copa Africana de Clubes Campeones 1995, y el Kabylie de Argelia, campeón de la Recopa Africana 1995.
El encuentro se disputó en el Estadio Soccer City en Sudáfrica.

## Equipos participantes
En negrita ediciones donde el equipo salió ganador.
| Equipo          | Vía de clasificación                                 | Participaciones previas |
| --------------- | ---------------------------------------------------- | ----------------------- |
| Orlando Pirates | Campeón de la Copa Africana de Clubes Campeones 1995 | Debutante               |
| JS Kabylie      | Campeón de la Recopa Africana 1995                   | Debutante               |

## Ficha del partido
| 2 de marzo | Orlando Pirates    | 1:0 (0:0) | Kabylie | Estadio Soccer City, Johannesburgo |                           |
|            | Bruce Ramokadi 54' |           |         | Árbitro(s): Lim Kee Chong          | Árbitro(s): Lim Kee Chong |

|                                     |
| Bandera de Sudáfrica                |
| Campeón Orlando Pirates 1.er título |